# What's Twice?
What's Twice? es un EP recopilatorio japonés de Twice. El álbum fue lanzado digitalmente 24 de febrero de 2017 por JYP Entertainment y distribuido por Warner Music Japan. El álbum contiene cuatro canciones, incluyendo sus tres sencillos promocionales, «Like Ooh-Ahh», «Cheer Up» y «TT» más la canción «Touchdown» de su EP Page Two.

## Antecedentes y liberación
What's Twice? fue publicado el 24 de febrero como contenido promocional para el anuncio de su debut oficial en Japón el 28 de junio de 2017. Lanzarán un álbum de recopilación titulado #Twice que consta de 10 canciones incluyendo versiones coreanas y japonesas de «Like Ooh-Ahh», «Cheer Up» y «TT».

## Rendimiento comercial
What's Twice? alcanzó el número dos en Japan iTunes Albums el mismo día de su lanzamiento, manteniéndose en las primeras posiciones durante esa semana. También fue lanzado a través de LINE Music Japan, ocupando los primeros 23 puestos con todas sus canciones, creando un gran impacto en el país.

## Listado de pistas
| N.º   | Título         | Letras                          | Música                                                                         | Arreglo                                     | Duración |  |
| 1.    | «Like Ooh-Ahh» | Black Eyed Pilseung · Sam Lewis | Black Eyed Pilseung · Sam Lewis                                                | Rado                                        | 3:35     |  |
| 2.    | «Cheer Up»     | Sam Lewis                       | Black Eyed Pilseung                                                            | Rado                                        | 3:28     |  |
| 3.    | «Touchdown»    | MAFLY                           | Krissie Karlsson · Karl Karlsson · Nicki Karlsson · EJ SHOW (Zoo Beater Sound) | The Karlsson's · EJ SHOW (Zoo Beater Sound) | 3:23     |  |
| 4.    | «TT»           | Sam Lewis                       | Black Eyed Pilseung                                                            | Rado                                        | 3:34     |  |
| 13:58 |                |                                 |                                                                                |                                             |          |  |

## Historial de lanzamiento
| Región | Fecha                 | Formato                    | Etiqueta           | Ref.  |
| ------ | --------------------- | -------------------------- | ------------------ | ----- |
| Japón  | 24 de febrero de 2017 | Descarga digital streaming | Warner Music Japan | [ 7 ] |